# Дета
Дета (рум. Deta) — місто у повіті Тіміш в Румунії. Адміністративно місту також підпорядковане село Опатіца (населення 637 осіб, 2002 рік).
Місто розташоване на відстані 398 км на захід від Бухареста, 40 км на південь від Тімішоари.

## Населення
За даними перепису населення 2002 року у місті проживали 6423 особи.
Національний склад населення міста:
| Національність   | Кількість осіб | Відсоток |
| ---------------- | -------------- | -------- |
| румуни           | 4140           | 64,5%    |
| угорці           | 1152           | 17,9%    |
| німці            | 392            | 6,1%     |
| серби            | 328            | 5,1%     |
| цигани           | 227            | 3,5%     |
| болгари          | 134            | 2,1%     |
| українці         | 25             | 0,4%     |
| словаки          | 14             | 0,2%     |
| євреї            | 2              | < 0,1%   |
| чехи             | 2              | < 0,1%   |
| італійці         | 2              | < 0,1%   |
| росіяни-липовани | 1              | < 0,1%   |
| поляки           | 1              | < 0,1%   |
| вірмени          | 1              | < 0,1%   |

Рідною мовою назвали:
| Мова             | Кількість осіб | Відсоток |
| ---------------- | -------------- | -------- |
| румунська        | 4321           | 67,3%    |
| угорська         | 1063           | 16,5%    |
| німецька         | 360            | 5,6%     |
| сербська         | 287            | 4,5%     |
| циганська        | 226            | 3,5%     |
| болгарська       | 130            | 2,0%     |
| українська       | 15             | 0,2%     |
| словацька        | 12             | 0,2%     |
| італійська       | 2              | < 0,1%   |
| російська        | 1              | < 0,1%   |
| єврейська (їдиш) | 1              | < 0,1%   |
| чеська           | 1              | < 0,1%   |
| польська         | 1              | < 0,1%   |
| вірменська       | 1              | < 0,1%   |

Склад населення міста за віросповіданням:
| Релігія                                       | Кількість осіб | Відсоток |
| --------------------------------------------- | -------------- | -------- |
| православні                                   | 4084           | 63,6%    |
| римо-католики                                 | 2010           | 31,3%    |
| п'ятдесятники                                 | 159            | 2,5%     |
| баптисти                                      | 52             | 0,8%     |
| реформати                                     | 33             | 0,5%     |
| греко-католики                                | 27             | 0,4%     |
| лютерани                                      | 13             | 0,2%     |
| бретрени                                      | 6              | 0,1%     |
| старообрядці                                  | 5              | 0,1%     |
| лютерани (Синодально-пресвітеріанська церква) | 4              | 0,1%     |
| адвентисти                                    | 3              | < 0,1%   |
| мусульмани                                    | 2              | < 0,1%   |
| лютерани (Аугсбурзького сповідання)           | 2              | < 0,1%   |
| не релігійні                                  | 2              | < 0,1%   |
| атеїсти                                       | 2              | < 0,1%   |
| юдеї                                          | 1              | < 0,1%   |
| не вказали релігію                            | 2              | < 0,1%   |

## Зовнішні посилання
- Дані про місто Дета на сайті Ghidul Primăriilor [Архівовано 8 вересня 2012 у Wayback Machine.]